# Савин (село)
Савин е село в Североизточна България. То се намира в община Кубрат, област Разград.

## История
1. ↑  www.grao.bg